# Palo (Meremäe)
Palo – wieś w Estonii, w prowincji Võru, w gminie Meremäe.